# PP-93
PP-93（ПП-93）とは、ロシア製の折り畳み式サブマシンガン。
名称は、ロシア語で短機関銃を意味する「Пистолет-пулемет」の頭文字をとった略称から作られた。

## 概要
PP-93は、失敗作のPP-90に基づき、1993年にトゥーラ器械製造設計局で開発された。PP-93は、前作よりも成功し、ロシア内務省（MVD）で使用されている。
レーザー照準器、消音器を装着可能。